# Samuel Gurney Cresswell
Pour les articles homonymes, voir Gurney et Creswell.
Samuel Gurney Cresswell, né le 25 septembre 1827 à Kings Lynn et mort le 14 août 1867 à Bank House, près de Kings Lynn, est un navigateur et explorateur britannique.

## Biographie

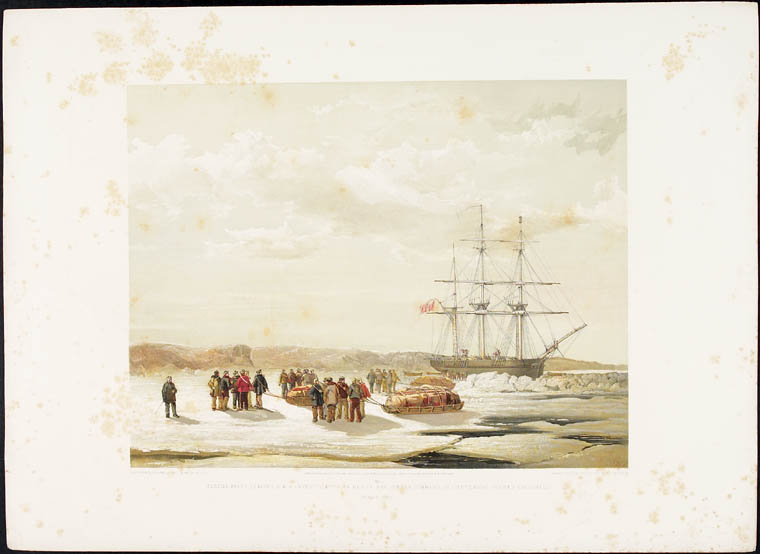
L'équipage et ses traîneaux quittant le HSM Investigator, dans la baie de la Miséricorde, sous le commandement du lieutenant Gurney Cresswell, 15 avril 1853.

Il entre dans la Navy en 1841 et prend part de 1845 à 1847 à des expéditions contre les pirates de Bornéo et de Brunei.
Lieutenant sur Investigator de Robert McClure (1850) puis sur l'Enterprise de John Franklin, il hiverne en 1850-1851 puis 1851-1852 en Arctique et, avec McClure, est le premier officier naval à contourner le continent américain du détroit de Béring à celui de Davis. Il effectue de nombreux kilomètres d'exploration des glaces arctiques et parcourt la Terre de Béring pour rejoindre le Phoenix d'Edward Inglefield afin de rentrer en Angleterre.
Illustrateur du récit de Mc Clure The discovery of the Nort-West passage by H-M-S Investigator  (1857), il publie son propre journal sous le titre War Ice and Piracy.
Mort à Bank House près de Kings Lynn, il est inhumé à North Runcton.
Jules Verne le mentionne dans le premier chapitre de la première partie de son roman Les Aventures du capitaine Hatteras.